# Samsung Galaxy Fold
A Samsung Galaxy Fold egy Androidos összecsukható okostelefon, amelyet a Samsung Electronics fejlesztett ki. 2019. február 20-án mutatták be és 2019. szeptember 5-én jelent meg. A készülék kinyitva egy 7,3 hüvelykes táblagép méretű telefon.

## Fejlesztés
A Galaxy Fold prototípusát Infinity Flex Displayjét egy Samsung fejlesztői konferencia során, 2018 novemberében mutatták be. A Google kijelentette, hogy az OEM-ekkel együttműködve támogatja az összecsukható eszközöket Androidon.